# Jason Gould
Jason Gould, detto Jay (Roxbury, 27 maggio 1836 – New York, 2 dicembre 1892), è stato un imprenditore statunitense, uno dei principali costruttori di ferrovie degli Stati Uniti.

## Biografia
Jason Gould era figlio di John Burr Gould (1792-1866) e Maria Moore Gould (1798-1841). Il nonno materno, Alexander T. More, era un uomo d'affari e il suo bisnonno, John More, era un immigrato scozzese che fondò la città di Moresville.
Sin da giovane decise di non seguire le orme paterne. Studiò presso l'Accademia di Hobart, approfondendo particolarmente topografia e matematica.

## Carriera
Iniziò a lavorare come contabile per un fabbro. Un anno dopo il fabbro gli offrì metà interessi del negozio, che egli vendette a suo padre nella prima parte del 1854. Nello stesso anno, Gould esaminò e creò mappe della contea di Ulster, nello Stato di New York. Nel 1856 pubblicò History of Delaware County e Border Wars of New York che richiesero diversi anni per essere redatti.
Nel 1856, Gould entrò in affari con Zadock Pratt per creare una conceria in Pennsylvania in quello che sarebbe diventato il villaggio di Gouldsboro. Nello stesso anno, iniziò una collaborazione con Charles Mortimer Leupp, genero di Gideon Lee, uno dei principali commercianti di cuoio negli Stati Uniti del tempo. Leupp e Gould rimasero in affari fino al Panico del 1857. Leupp perse tutti i suoi soldi, mentre Gould colse l'opportunità del deprezzamento del valore delle proprietà e acquistò per conto suo le vecchie proprietà di Leupp.
Dopo la morte di Leupp, la conceria di Gouldsboro divenne una proprietà contesa. Il cognato di Leupp, David W. Lee, che era anch'egli un partner di Leupp e Gould, prese il controllo dell'azienda con le armi essendo convinto che Gould avesse truffato le famiglie Leupp e Lee. Alla fine, Gould fu poi costretto a vendere le sue azioni a Lee.

### Investimenti ferroviari
Nel 1859 Gould iniziò a speculare acquistando azioni di piccole compagnie ferroviarie. Fu il suocero di Gould, Daniel S. Miller, che lo introdusse all'industria ferroviaria, quando propose che Gould lo aiutasse a salvare il suo investimento nella Rutland and Washington Railroad nel panico del 1857. Gould acquistò azioni per dieci centesimi ogni dollaro di valore nominale, arrivando ad ottenere il controllo della società. Durante la guerra civile fece ulteriori speculazioni su azioni di società ferroviarie a New York. Nel 1863 venne nominato responsabile della Rensselaer and Saratoga Railroad.
La Erie Railroad incontrò diversi problemi finanziari nel 1850, nonostante abbia ricevuto prestiti dai finanzieri Cornelius Vanderbilt e Daniel Drew. L'Erie entrò in amministrazione controllata nel 1859 e fu riorganizzata prendendo il nome di Erie Railway. Jay Gould, Drew e James Fisk si dedicarono manipolazioni azionarie conosciute come la Guerra di Erie, con il risultato che Drew, Fisk e Vanderbilt, nell'estate del 1868, persero il controllo dell'Erie, mentre Gould ne divenne il presidente.
Fu nello stesso periodo che Gould e Fisk entrarono in contatto con la Tammany Hall, l'anello politico di New York City. Nominarono Boss Tweed direttore della Erie Railway, e Tweed, in cambio, promosse una legge a loro favorevole. Tweed e Gould diventarono oggetto delle vignette satiriche di Thomas Nast nel 1869. Quando nell'ottobre 1871, a Tweed venne imposta una cauzione da 1 milione di dollari, Gould si fece da garante per la cauzione.

### Venerdì nero
Nell'agosto 1869 Gould e Fisk cominciarono ad acquistare oro nel tentativo di manipolare il mercato, sperando che l'aumento del costo dell'oro generasse un aumento del prezzo del grano in modo tale da spingere gli agricoltori occidentali a vendere, causando una grande quantità di spedizioni di cereali verso est, aumentando le attività di trasporto merci a beneficio della Erie Railroad. Durante questo periodo, Gould si servì di contatti con il cognato del presidente Ulysses S. Grant, Abel Corbin, per cercare di influenzare il presidente e il suo segretario generale Horace Porter.
Queste speculazioni sull'oro culminarono nel panico del venerdì nero, il 24 settembre 1869. Gould guadagnò un piccolo profitto da questa operazione, ma lo perse comunque per le successive azioni legali. Dal quel momento Gould venne raffigurato dalla stampa come una figura potente che poteva guidare il mercato a piacimento.

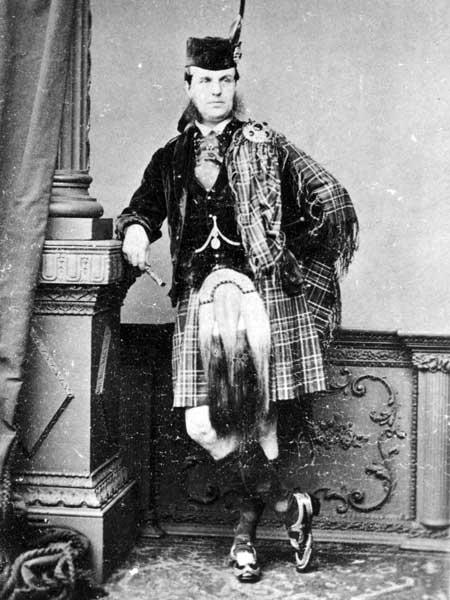
Lord Gordon-Gordon

### Lord Gordon-Gordon
Nel 1873 Gould tentò di ottenere il controllo della Erie Railroad accaparrandosi investimenti stranieri attraverso Lord Gordon-Gordon, credendo fosse un cugino dei ricchi Campbell in cerca di acquistare terreni per gli immigrati. Corruppe, dunque, Gordon-Gordon con un milione di dollari in azioni, ma Gordon-Gordon, che era un impostore, vendette immediatamente le azioni incassandone il valore in denaro. Gould citò in giudizio Gordon-Gordon nel marzo del 1873. In tribunale, Gordon-Gordon fornì i nomi degli europei che sosteneva di rappresentare e ottenne il rilascio su cauzione mentre i suoi referenti venivano controllati. Fuggì in Canada, dove convinse le autorità che le accuse contro di lui erano false.
Non essendo riusciti a farsi consegnare Gordon-Gordon dalle autorità canadesi, Gould e i suoi associati, che includevano due futuri governatori del Minnesota e tre futuri membri del Congresso (Loren Fletcher, John Gilfillan e Eugene McLanahan Wilson), tentarono di rapirlo. Il gruppo riuscì a catturarlo con successo, ma essi furono arrestati prima che potessero tornare negli Stati Uniti. I rapitori vennero messi in prigione e venne loro negata la cauzione. Ciò comportò un incidente diplomatico tra gli Stati Uniti e il Canada. Dopo aver appreso che ai sequestratori era stata concessa la cauzione, il governatore Horace Austin chiese il loro rilascio e mise in allerta la milizia locale. Dopo le trattative, le autorità canadesi consegnarono i sequestratori dietro il pagamento di una cauzione. L'incidente fece perdere a Gould ogni possibilità di prendere il controllo della Erie Railroad.

## Ferrovie occidentali
Dopo essere stato estromesso dalla Erie Railroad, Gould cominciò a costruire un sistema ferroviario nel midwest e nell'ovest. Prese il controllo dell'Union Pacific nel 1873 e costruì una ferrovia funzionante che dipendeva dalle spedizioni degli agricoltori locali e degli allevatori. Dopo la morte di Gould, l'Union Pacific tracollò e dichiarò fallimento durante il panico del 1893.
Nel 1879 Gould acquisì il controllo di tre tra le più importanti ferrovie occidentali, tra cui la Missouri Pacific Railroad. Controllava 10 000 miglia (16000 km) di binari, circa un nono della lunghezza complessiva delle ferrovie statunitensi dell'epoca e nel 1882 la sua influenza si estese al 15 percento della rete nazionale.
Poiché le ferrovie generavano profitti e potevano esercitare un controllo sui prezzi, la sua ricchezza aumentò notevolmente. Quando Gould si ritirò dall'amministrazione della Union Pacific nel 1883 nel mezzo di controversie politiche riguardo ai debiti della società nei confronti del governo federale, aveva ottenuto un cospicuo profitto personale. Raggiunse la quota di maggioranza della Western Union Telegraph Company e, dopo il 1881, delle ferrovie sopraelevate di New York.

## Matrimonio
Nel 1863 sposò Helen Day Miller (1838-1889), figlia di Daniel S. Miller. Ebbero sei figli:
- George Jay Gould (1864-1923), che sposò Edith Kingdon[10];
- Edwin Gould I (1866-1933), che sposò Sarah Cantine Shrady[11];
- Helen Gould (1868-1938), che sposò Finlay Johnson Shepard[12];
- Howard Gould (1871-1959), che sposò in prime nozze Viola Katherine Clemmons e in seconde nozze Grete Mosheim[13];
- Anna Gould (1875–1961), che sposò in prime nozze Boni de Castellane e in seconde nozze Hélie de Talleyrand-Périgord[14];
- Frank Jay Gould (1877–1956), che sposò in prime nozze Helen Margaret Kelly, in seconde nozze Edith Kelly e in terze nozze Florence La Caze[15].

## Morte
Gould morì di tubercolosi il 2 dicembre 1892, e fu sepolto nel cimitero Woodlawn, Bronx, New York. La sua fortuna è stata stimata a 72 milioni di dollari (circa 1,76 miliardi di dollari nel 2016).
Al momento della sua morte, Gould era un benefattore nella ricostruzione della Chiesa Riformata di Roxbury, New York, ora conosciuta come Jay Gould Memorial Reformed Church. Si trova all'interno del Distretto Storico di Main Street ed è elencata nel Registro Nazionale dei luoghi storici dal 1988. Il mausoleo della famiglia è stato progettato da Francis O'Hara.